# II Giochi dell'Asia orientale
I II Giochi dell'Asia orientale si sono svolti a Busan, in Corea del Sud, dal 10 al 19 maggio 1997.
Sono stati coinvolti 1283 atleti impegnati in 13 diverse discipline sportive.

## Giochi

### Paesi partecipanti
Ai giochi hanno partecipato nove delegazioni nazionali:
- Cina
- Guam
- Hong Kong
- Giappone
- Macao
- Mongolia
- Kazakistan
- Corea del Sud
- Taipei cinese

## Medagliere
| Pos.   | Paese         |     |     |     | Totale |
| ------ | ------------- | --- | --- | --- | ------ |
| 1      | Cina          | 62  | 59  | 64  | 185    |
| 2      | Giappone      | 47  | 53  | 53  | 153    |
| 3      | Corea del Sud | 45  | 38  | 51  | 134    |
| 4      | Kazakistan    | 24  | 12  | 22  | 58     |
| 5      | Taipei cinese | 8   | 22  | 19  | 49     |
| 6      | Mongolia      | 3   | 2   | 19  | 24     |
| 7      | Hong Kong     | 1   | 2   | 2   | 6      |
| 8      | Macao         | 0   | 0   | 1   | 1      |
| 9      | Guam          | 0   | 0   | 1   | 1      |
| Totale | Totale        | 190 | 188 | 232 | 610    |